# Vígľašská Huta-Kalinka
Vígľašská Huta-Kalinka ist eine Gemeinde in der Mitte der Slowakei mit 339 Einwohnern (Stand 31. Dezember 2024), die im Okres Detva, einem Teil des Banskobystrický kraj liegt.

## Geographie
Die Gemeinde befindet sich im Gebirge Javorie am linken Ufer des Baches Kocan. Das Ortszentrum liegt auf einer Höhe von 580 m n.m. und ist 18 Kilometer von Detva sowie 23 Kilometer von Zvolen entfernt.

## Geschichte
Die heutige Gemeinde entstand 1926 durch Zusammenschluss der bis dahin selbständigen Orte Vígľašská Huta (ungarisch Végleshuta) und Kalinka (ungarisch Kálnok).
Der erstgenannte Ort entstand in der ersten Hälfte des 18. Jahrhunderts aus einigen Einzelhöfen rund um die örtliche Glashütte, die im 17. Jahrhundert entstand und 1654 den Namen Viglo Huta trug, da sie im Herrschaftsgut von Vígľaš lag. 1773 ist der Name Vigles-Huta erwähnt. 1828 sind 87 Häuser und 651 Einwohner verzeichnet. Die namensgebende Glashütte wurde gegen Hälfte des 19. Jahrhunderts eingestellt, danach war Landwirtschaft und Viehzucht die Haupteinnahmequelle der Einwohner.
Kalinka entstand in der gleichen Periode und wurde 1786 als Kalina erwähnt. Prägend für den Ort war ein Schwefelbergwerk unter dem Berg Lysec 960 m n.m., das im 19. Jahrhundert arbeitete. 1828 sind 30 Häuser und 230 Einwohner verzeichnet. 
Bis 1918 gehörte der im Komitat Sohl liegende Ort zum Königreich Ungarn und kam danach zur Tschechoslowakei beziehungsweise heute Slowakei. Ihren Höhepunkt hatte die Gemeinde vor dem Zweiten Weltkrieg, als hier 1937 1.700 Einwohner wohnten und es drei Schulen gab. Sukzessive Auswanderungswellen nach dem Zweiten Weltkrieg brachten die Einwohnerzahl zurück auf etwa 350 Einwohner.
Vígľašská Huta-Kalinka ist der Fundort des Minerals Hauerit.

## Bevölkerung
| Jahr                | 1994 | 2004    | 2014    | 2024    |
| ------------------- | ---- | ------- | ------- | ------- |
| Anzahl der Personen | 384  | 377     | 360     | 339     |
| Unterschied         |      | −1,82 % | −4,50 % | −5,83 % |

| Jahr                | 2023 | 2024    |
| ------------------- | ---- | ------- |
| Anzahl der Personen | 341  | 339     |
| Unterschied         |      | −0,58 % |

Ergebnisse nach der Volkszählung 2001 (382 Einwohner):
| Nach Ethnie: - 94,50 % Slowaken - 1,83 % Zigeuner - 0,26 % Tschechen - 0,26 % Deutsche | Nach Konfession: - 76,18 % römisch-katholisch - 18,06 % evangelisch - 3,14 % keine Angabe - 2,36 % konfessionslos |

## Bauwerke
- römisch-katholische Martinskirche im klassizistischen Stil aus dem Jahr 1802

## Söhne und Töchter der Gemeinde
- Stanislav Barabáš (1924–1994), Filmregisseur, der unter anderem in vier Folgen der Fernsehserie Tatort Regie führte